# فيرفيرديراديل
فيرفيرديراديل Ferwerderadeel  بلدية تقع في مقاطعة فرايزلاند شمال هولندا.

## طوبوغرافيا
خريطة طوبوغرافية هولندية لبلدية فيرفيرديراديل، يونيو 2015، (تقرأ بعد ثلاث نقرات على الخريطة)

## معرض صور

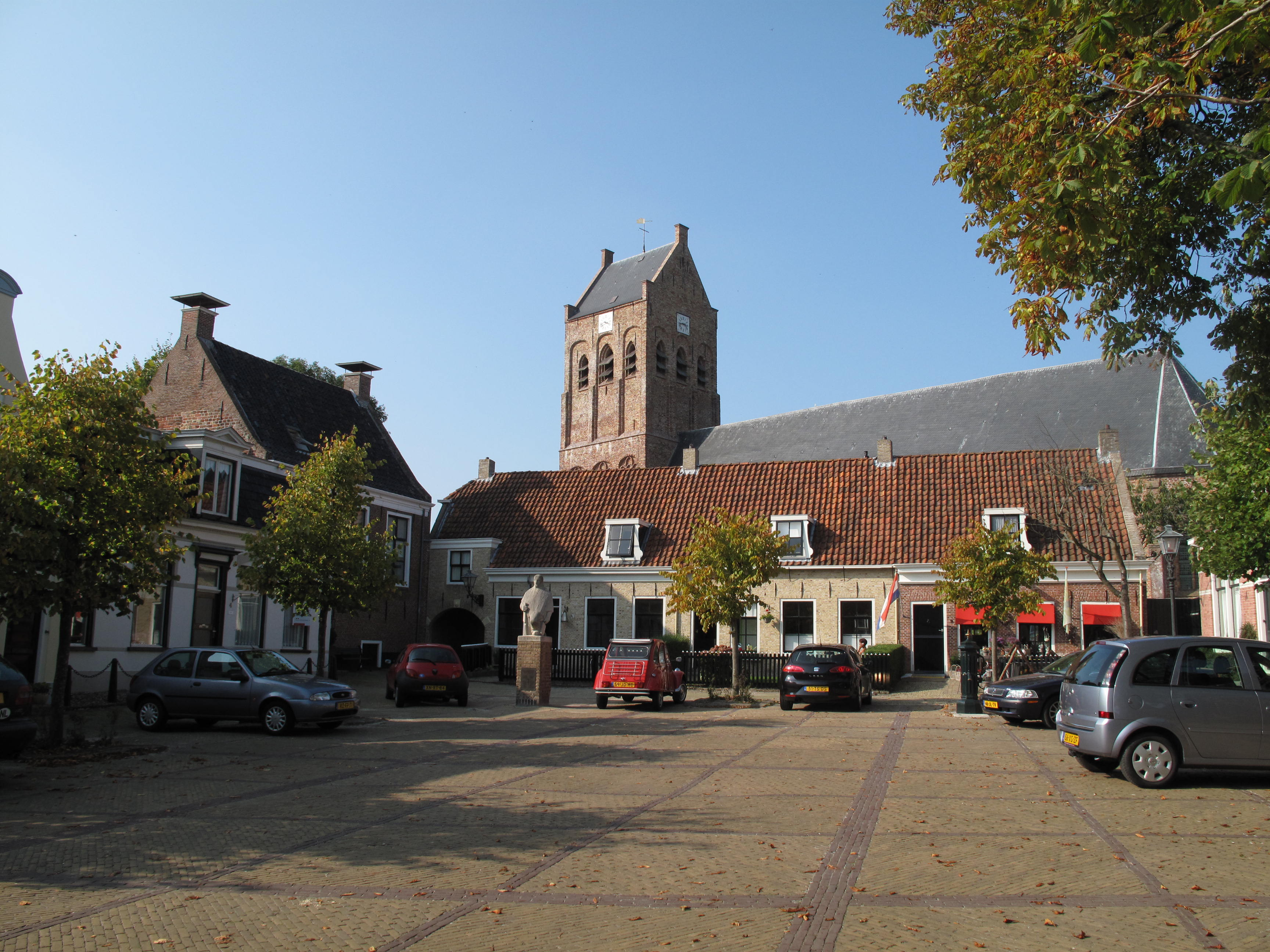
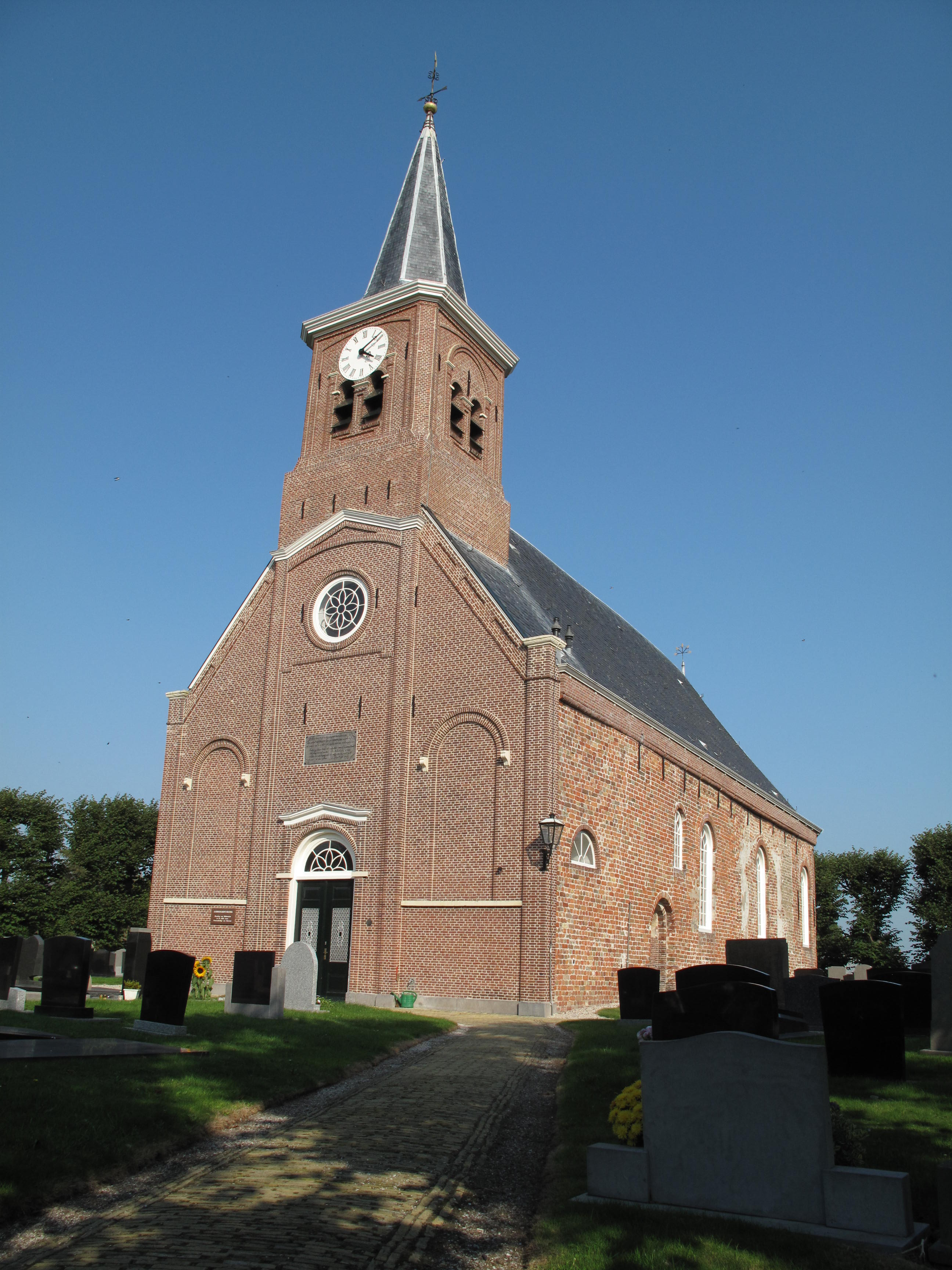
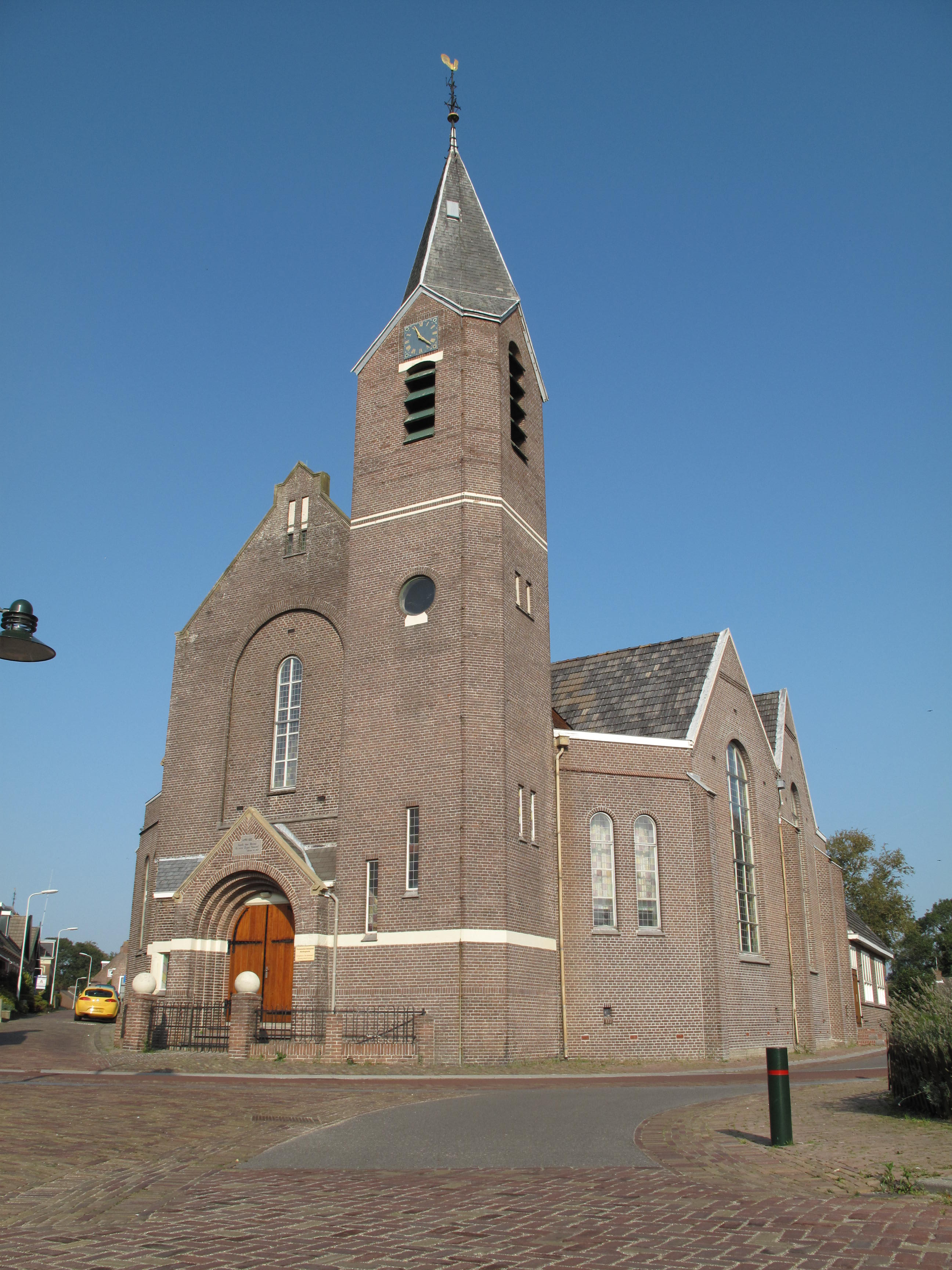
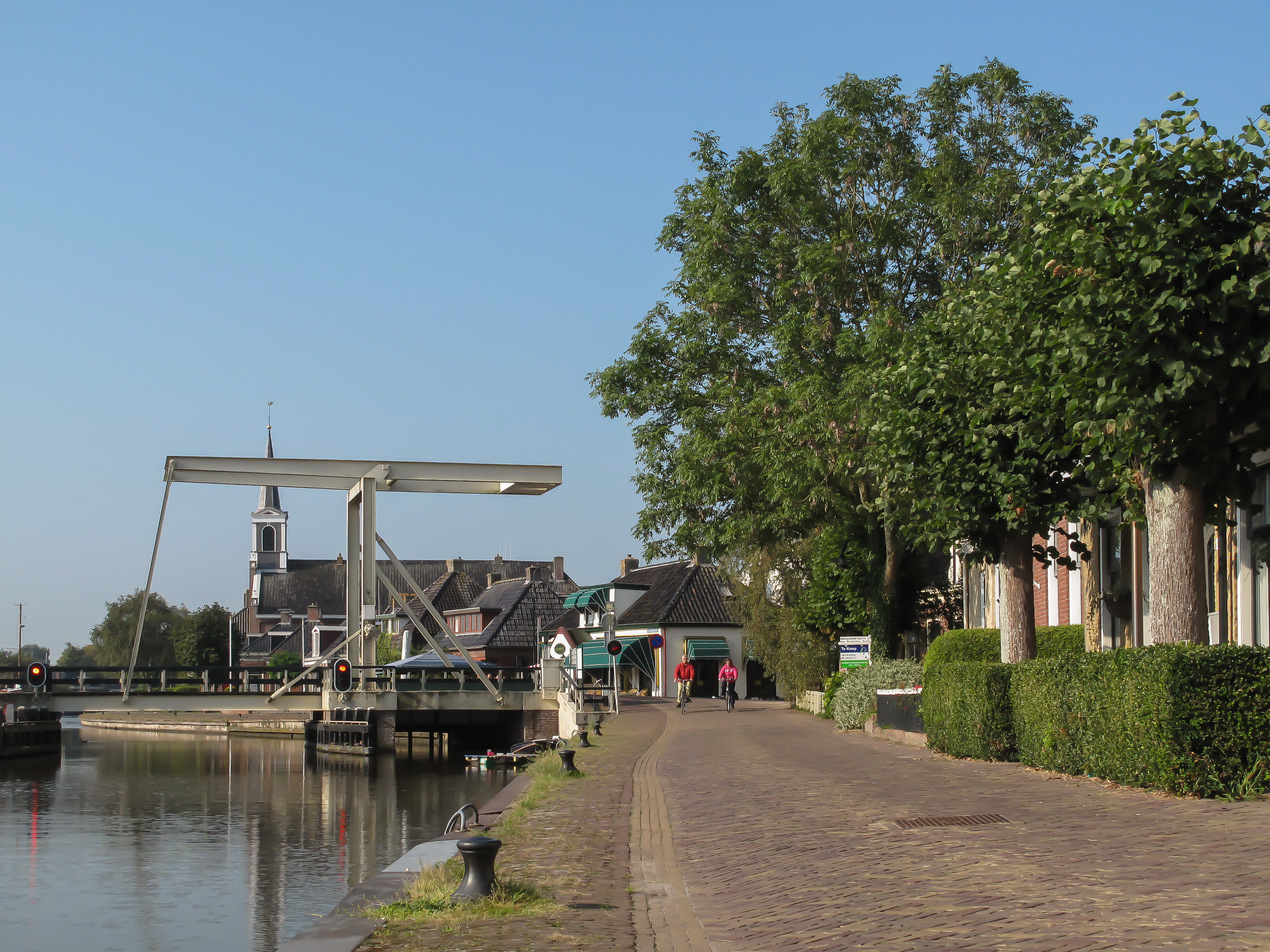